# Хосе Ирарагори
Хосе Ирарагори Еало (Басаури, 16. март 1912 — Галдакано, 27. април 1983), звани „Чато“, био је шпански фудбалер који је играо на позицији нападача који је нападао са леве стране.

## Каријера

### Клуб
Рођен у Басаури, Ирарагори је у почетку играо за Атлетик Билбао између 1929. и 1936. године, где је освојио Ла Лигу и Куп краља по четири пута, као и пет регионалних шампионата. Био је део чувене линије нападача са Чиријем II, Гиљермом Горостисом, Лафуентеом и Батом.
Његову каријеру прекинуо је Шпански грађански рат, а он и његови саиграчи су обишли Европу као репрезентација Баскије, која је потом отишла у Мексико као Депортиво Еускади.
Ирарагори је након тога прешао у аргентински клуб Сан Лоренцо де Алмагро заједно са Баскијцима Исидром Лангаром и Анхелом Зубијетом, живећи две године у Буенос Ајресу. Вратио се у Мексико да игра за Реал клуб Еспања, пре него што се коначно вратио у Шпанију у Атлетик Билбао од 1946. до 1949. године.
По повлачењу као играч са 37 година, одмах је постао тренер Атлетика, остајући на тој функцији наредне три сезоне (освојивши још један Куп 1950.) такође је тренирао друге клубове на кратке периоде.

### Репрезентација
Ирарагори је такође одиграо 7 утакмица за фудбалску репрезентацију Шпаније, постигавши један гол (два гола према званичном извештају ФИФА) на утакмици Светског првенства 1934. против Бразила.